# El Piñero
El Piñero és un municipi de la província de Zamora a la comunitat autònoma de Castella i Lleó. Limita al nord amb Gema i Sanzoles, al sud amb Fuentespreadas i San Miguel de la Ribera, a l'est amb Venialbo i a l'oest amb Jambrina.

## Demografia
| 1991 | 1996 | 2001 | 2004 |
| ---- | ---- | ---- | ---- |
| 343  | 329  | 294  | 282  |

## Administració
| Període      | Nom de l'alcalde/-essa  | Partit polític | Data de possessió |
| ------------ | ----------------------- | -------------- | ----------------- |
| 1979 - 1983  |                         |                | 19/04/1979        |
| 1983 - 1987  |                         |                | 28/05/1983        |
| 1987 - 1991  |                         |                | 30/06/1987        |
| 1991 - 1995  | José Luis Riego Ferrero | PP             | 15/06/1991        |
| 1995 - 1999  | José Luis Riego Ferrero | PP             | 17/06/1995        |
| 1999 - 2003  | José Luis Riego Ferrero | PP             | 03/07/1999        |
| 2003 - 2007  | José Luis Riego Ferrero | PP             | 14/06/2003        |
| 2007 - 2011  | José Luis Riego Ferrero | PP             | 16/06/2007        |
| 2011 - 2015  | n/d                     | n/d            | 11/06/2011        |
| 2015 - 2019  | n/d                     | n/d            | 13/06/2015        |
| 2019 - 2023  | n/d                     | n/d            | 15/06/2019        |
| Des del 2023 | n/d                     | n/d            | 17/06/2023        |